# 弯梗芥属
弯梗芥属（学名：Lignariella）是十字花科下的一个属，为一年生或二年生纤细草本植物。该属共有2种，分布于喜马拉雅。